# Mengcun
Mengcun är ett autonomt härad för huikineser som lyder under Cangzhou i Hebei-provinsen i norra Kina.